# Кузьо Ігор Володимирович
Кузьо Ігор Володимирович — науковець в галузі машинознавства, динаміки і міцності машин, Заслужений діяч науки і техніки України, доктор технічних наук, професор, завідувач кафедри механіки та автоматизації машинобудування Інституту інженерної механіки та транспорту Національного університету «Львівська політехніка».

## Наукові здобутки
Професор Кузьо І. В. — знаний науковець в галузі машинознавства, динаміки і міцності машин. Створив науковий напрям технічної діагностики великогабаритного промислового обладнання. Опублікував понад 300 наукових праць, серед яких 2 монографії — «Современные методы контроля оборудования» (1982 р.), «Расчет и контроль установки агрегатов» (1988 р.), 2 довідники — «Короткий довідник з теоретичної механіки» (2001 р.), «Практичний довідник керівника. Машинобудування» (2010 р.), понад 40 навчальних посібників та збірників задач з теоретичної механіки, з них понад 20 — з грифом МОН України. Отримав понад 100 авторських свідоцтв та патентів на винаходи.
Професор Кузьо І. В. очолює роботу із розроблення наукових основ створення автоматизованого обладнання різноманітного технологічного призначення. Він був відповідальним виконавчцем та керівником понад 50 науково-дослідних робіт. Під його керівництвом розроблено вузли машин з підвищеним коефіцієнтом надійності та більше двох десятків методів і приладів для контролю та діагностики великогабаритного промислового обладнання, які впровадженні на багатьох підприємствах чорної і кольорової металургії, будівельних та хімічних виробництвах тощо.
Професор Кузьо І. В. — голова спеціалізованої Вченої ради Д 35.052.06 із захисту докторських дисертацій з технічних наук за трьома спеціальностями (05.02.02 — «Машинознавство», 05.02.08 — «Технологія машинобудування», 05.02.09 — «Динаміка та міцність машин»), на якій захищено понад 90 дисертацій, з яких 19 — докторських. Був офіційним опонентом низки докторських та кандидатських дисертацій, підготував 4 докторів та 10 кандидатів технічних наук, виступає науковим керівником (консультантом) 2 докторантів і 3 аспірантів.
Професор Кузьо І. В. є головним редактором фахового збірника — Вісник Національного університету «Львівська політехніка», серія «Динаміка, міцність та проектування машин і приладів», членом редакційних колегій Всеукраїнських журналів «Машинознавство» та «Вібрації в техніці і технологіях», а також багатьох збірників наукових праць.
Професор Кузьо І. В. є членом українського інженерного товариства, товариства української мови ім. Т. Г. Шевченка, товариства «Просвіта», Спілки журналістів України, членом науково-експертної ради МОН України за фаховми напрямом «Механіка», академіком підйомно-транспортної академії наук України.
Професор Кузьо І. В. є лауреатом ВДНГ СРСР (1982 р.) та ВДНГ УРСР (1985 р.), нагороджений почесними грамотами МОН України (1999 р., 2004 р.), Львівської обласної державної адміністрації (2009 р.), академії педагогічних наук України (2009 р.), нагрудними знаками «Винахідник СРСР» (1978 р.), «Відмінник освіти України» (2005 р.), «За наукові досягнення» (2006 р.), «Заслужений діяч науки і техніки України» (2014 р.).

## Навчально-методичні посібники
1. Кузьо І. В. Теоретична механіка. Статика. Кінематика: навч. посіб. студ. ВНЗ / І. В. Кузьо, Т.-Н. М. Ванькович, Я. А. Зінько. — Львів: Растр-7, 2010. — 324 с.
2. Кузьо І. В. Теоретична механіка. Динаміка: навч. посіб. для вищ. техн. навч. закл. III—IV рівнів акредитації. Кн. 1 / І. В. Кузьо, Т.-Н. М. Ванькович, Я. А. Зінько. — Львів: Растр-7, 2012. — 444 с.
3. Кузьо І. В. Теоретична механіка. Динаміка: навч. посіб. для вищ. техн. навч. закл. III—IV рівнів акредитації. Кн. 2 / І. В. Кузьо, Т.-Н. М. Ванькович, Я. А. Зінько. — Львів: Растр-7, 2012. — 338 с.
4. Білоус Б. Д. Практичний довідник керівника. Машинобудування. Охорона праці: навч. посіб. / Б. Д. Білоус, І. В. Кузьо, А. С. Мороз, І. П. Пістун, З. А. Стоцько. — Луцьк: Волинянин, 2010. — 648 с.
5. Кузьо І. В. Лабораторний практикум з теоретичної механіки. Ч. 1. Статика / І. В. Кузьо, М. В. Боженко, Я. А. Зінько, Л. В. Дзюбик. — Львів: Видавництво Національного університету «Львівська політехніка», 2007. — 88 с.
6. Кузьо І. В. Лабораторний практикум з теоретичної механіки. Ч. 2. Кінематика / І. В. Кузьо, М. В. Боженко, Я. А. Зінько, Л. В. Дзюбик. — Львів: Видавництво Національного університету «Львівська політехніка», 2008. — 88 с.
7. Кузьо І. В. Лабораторний практикум з теоретичної механіки. Ч. 3. Динаміка / І. В. Кузьо, М. В. Боженко, Я. А. Зінько, Л. В. Дзюбик. — Львів: Видавництво Національного університету «Львівська політехніка», 2009. — 124 с.

## Нагороди та відзнаки
- Заслужений діяч науки і техніки України,
- Відмінник освіти України,
- нагрудний знак «За наукові досягнення»,
- Нагрудний знак «Винахідник СРСР»,
- лауреат ВДНГ СРСР і УРСР,
- почесні грамоти Міністерства освіти і науки України.